# Ichthybotus
Ichthybotus is een geslacht van haften (Ephemeroptera) uit de familie Ichthybotidae.

## Soorten
Het geslacht Ichthybotus omvat de volgende soorten:
- Ichthybotus bicolor
- Ichthybotus hudsoni